# David Dautresme
David Henri Lucien Dautresme est un haut fonctionnaire français né le 29 janvier 1860 à Caudebec-lès-Elbeuf (Seine-Maritime) et mort le 18 avril 1934 dans cette même commune. Conseiller d'État, directeur de cabinet du ministre du Commerce et de l'industrie (1887-1889) Lucien Dautresme, son oncle, il est commissaire général de l'Exposition universelle de 1889. 

## Biographie
Il entame une nouvelle carrière dans l'administration préfectorale, commençant par le Gers. En 1906, il est pour quelque temps préfet de la Lozère.
David Dautresme est également préfet du département des Pyrénées-Orientales pour une période courte (fin 1906-juillet 1907) mais agitée, durant laquelle il s'oppose violemment à l'Église catholique en tentant d'imposer la Loi de séparation des Églises et de l'État de 1905 et aux vignerons révoltés, son séjour à Perpignan se terminant par l'incendie de la préfecture. Il doit, avec sa femme et ses cinq enfants, se réfugier sur le toit du bâtiment.
En décembre 1906, il, tente de faire fermer l'école religieuse catholique Saint-Louis-de-Gonzague à Perpignan. Le directeur Pierre Patau, soutenu par les professeurs et l'évêque, refuse. Les forces de l'ordre pénètrent par la force dans l'institution. En mai 1907, les religieux et professeurs ainsi que certains de leurs soutiens sont poursuivis pour violence, mais — à l'exception de l'un d'entre eux condamné à 15 jours de prison — acquittés.
Quittant Perpignan, il obtient le poste de préfet des Alpes-de-Haute-Provence (juillet 1907-1910), de la Nièvre (1910-1912), de Maine-et-Loire (1912-1914), puis de directeur de l'administration pénitentiaire (1919).

## Distinctions
- Officier de la Légion d'honneur (30 janvier 1913)[3]